# Marmota camtschatica
La marmota de Kamchatka (Marmota camtschatica) es una especie de roedor de la familia Sciuridae.

## Distribución geográfica
Es  endémica de Rusia.